# Slag bij Civitate
De Slag bij Civitate werd op 18 juni 1053 uitgevochten tussen de Normandiërs en een coalitie van Zwaben en Lombarden onder leiding van paus Leo IX, die de opmars van de Normandiërs tot staan wilde brengen.

## Aanloop
In 1015 arriveerden de eerste Normandiërs in Zuid-Italië. Ze lieten zich door de Lombarden overhalen om voor hen tegen het Byzantijnse Rijk te vechten. In de jaren die volgden migreerden steeds meer Normandiërs naar Campania en in 1030 werd Rainulf Dregot door hertog Sergius IV van Napels beleend met het graafschap Aversa. In de twintig jaar die volgden wisten de Normandiërs steeds meer gebied in handen te krijgen in  Apulië en Calabrië. Omdat de opmars van de Normandiërs een bedreiging begon te vormen aan de zuidelijke grens van de Pauselijke Staat, riep paus Leo IX op tot een heilige oorlog tegen de Normandiërs.
In zijn strijd tegen de Normandiërs zocht Leo IX hulp bij zijn verwant keizer Hendrik III, maar hij kreeg weinig gehoor. Slechts 700 Zwaben kwamen met hem mee naar Rome. De oproep van de paus vond wel veel gehoor in het zuiden van Italië bij de oude adel die haar heerste. Zo vond hij steun bij prins Rudolf van Benevento en bij Atenulf I van Gaeta. Ook hoopte de paus op de steun van de Byzantijnen in de strijd tegen de Normandiërs. Hij had contact met Argyrus, de Katapanaat van Italië, met wie hij plannen maakte om gelijktijdig op te rukken tegen de Normandiërs.

## Slag
Leo IX stuurde zijn leger richting Apulië en wisten het plaatsje Civitate te bereiken. De Normandiërs wilden het leger onderscheppen voor het kon samen gaan met dat van de Byzantijnen. Het Normandische leger bestond in totaal uit 3000 ruiters en 500 infanteristen, terwijl het leger van de coalitie bijna twee keer zo groot was.
De twee legers werden op het slagveld gescheiden door een kleine heuvel en de Normandiërs deelden hun cavalerie op in drie verschillende eenheden, met de zware cavalerie van Richard van Aversia op de rechtervleugel, de infanterie van Humfried van Hauteville in het centrum en Robert Guiscard met zijn cavalerie aan de linkervleugel. Het pauselijke leger werd in twee gedeelten opgedeeld. De zware Zwabische infanterie werd aan de rechterzijde opgesteld en de Italiaanse soldaten aan de linkerzijde, die onder het commando van Rudolf van Benevento stond. De paus bevond zich tijdens de slag in de stad.
De slag startte toen Richard van Aversia in de aanval ging tegen het Italiaanse contingent. Dat verbrak al snel zijn formatie en sloeg op de vlucht zonder zich nog te verzetten. De Zwabische soldaten waren richting de heuvel gemarcheerd, waar ze het gevecht aangingen met het leger van Humfried van Hauteville. Met de hulp van Robert Guiscard wisten de Normandiërs de Zwabiërs terug te dringen.

## Nasleep
De paus werd na een kort beleg op Civitate door de Normandiërs gevangen genomen en zou in totaal negen maanden in hun gevangenschap verkeren. Hij werd uiteindelijk vrijgelaten nadat hij de eisen van de Normandiërs had ingewilligd: de erkenning van de Normandische veroveringen en de intrekking van hun excommunicatie.